# Maison de l'Histoire de France
Maison de l'Histoire de France (tj. Dům francouzské historie) byl zamýšlený projekt muzea, které mělo být zasvěceno francouzským dějinám. Muzeum bylo plánováno v Paříži v paláci Soubise, kde sídlí Francouzský národní archiv. Projekt byl zrušen v roce 2012.

## Historie
Projekt vznikl během vlády prezidenta Nicolase Sarkozyho. Myšlenku na vytvoření národního muzea francouzských dějin představil již po svém zvolení v roce 2007. Oficiálně oznámil založení nového muzea během oslav 70. výročí objevu jeskyně Lascaux dne 12. září 2010. Po oznámení, že nové muzeum zabere prostory Národního archivu, protestovala část jeho zaměstnanců, protože by došlo k vystěhování tamního Musée des Archives nationales, a obsadila přízemní prostory paláce Soubise. Jako sankce za postup zaměstnanců zakázal v lednu 2011 ministr kultury Frédéric Mitterrand zahájení výstavy Dans l'atelier des menus plaisirs du roi (V dílně králových potěšení). V reakci na pobouření veřejnosti vyvolané takovým rozhodnutím bylo ministerstvo nuceno výstavu povolit. Ale o měsíc později, v únoru 2011, byla ředitelka Národního archivu Isabelle Neuschwander odvolána z funkce. Dne 8. března zaměstnanci archivu opět zahájili obsazení prostor.
Dne 13. ledna 2011 vzniklo přípravné sdružení (Association de préfiguration de la Maison de l'histoire de France), kterému předsedal generální sekretář Jean-François Hebert, a odborný vědecký výbor. Od 1. ledna 2012 se stalo veřejnou institucí, v jejímž čele stála Maryvonne de Saint-Pulgent.
Ovšem v srpnu 2012 ministryně kultury Aurélie Filippetti oznámila, že je projekt ukončen. Prezidentem se květnu toho roku stal François Hollande, který již ve své předvolební kampani slíbil projekt zrušit. Sdružení bylo zrušeno výnosem ze dne 31. prosince 2012.